# Altes Grassimuseum

Altes Grassimuseum, um 1905

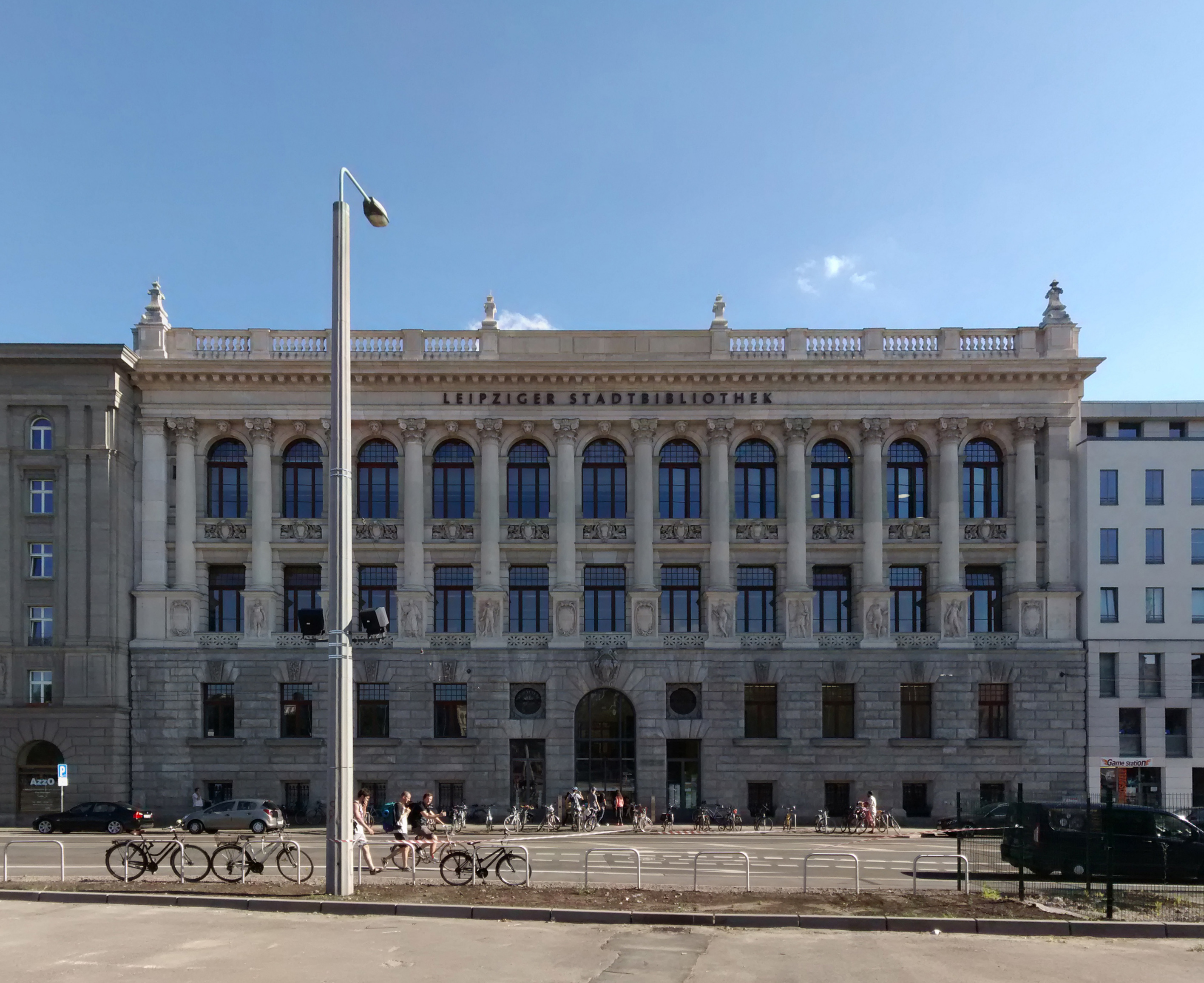
Die heutige Stadtbibliothek

Das Alte Grassimuseum wurde von 1894 bis 1897 durch den Leipziger Stadtbaurat Hugo Licht am Königsplatz (heute Wilhelm-Leuschner-Platz) errichtet und enthielt bis 1926 das Museum für Völkerkunde und das Kunstgewerbemuseum. Es ist nach dem Kunstfreund Franz Dominic Grassi benannt, von dem ein Großteil der Bausumme stammte, und ist heute das älteste noch erhaltene Museumsgebäude Leipzigs.
Seit 1927 sind die Sammlungen im Neuen Grassimuseum am Johannisplatz untergebracht.
Das Gebäude wurde von 1927 bis zum Zweiten Weltkrieg als Messehaus verwendet. Nach seiner schweren Beschädigung im Jahr 1943 während der Luftangriffe auf Leipzig und dem Wiederaufbau in der Nachkriegszeit wurde es als Kombinatssitz verwendet. Die Leipziger Stadtbibliothek eröffnete 1991 im Alten Grassimuseum ihre Hauptbibliothek, nachdem das ihr 1946 zugewiesene Gebäude Barthels Hof am Markt 8 seit 1984 wegen der Umbauarbeiten geschlossen war.
Von Januar 2010 bis Oktober 2012 wurde es saniert und umgebaut.

## Unaufgearbeitete Kolonialgeschichte
Die Fassade des ehemaligen Völkerkundemuseums zeigt bereits von außen das Programm des Museums auf: Einer ‚zivilisierten‘ europäischen Kultur unter den Säulen der linken wurde die ‚Exotik‘ und Andersartigkeit außereuropäischer Kulturen auf der rechten Seite gegenüberstellt.
Zahlreiche selten geraubte, konfiszierte oder entwendete Objekte, darunter menschliche Gebeine, werden bis heute in Leipzig aufbewahrt. Obwohl heute postkoloniale Nationalstaaten in Afrika und Asien diese menschlichen Relikte sowie ihr kulturelles Erbe seit Jahrzehnten zurück fordern, wurden bis heute nur vereinzelt menschliche Überreste und Gegenstände zurückgegeben. Eine umfassende Restitution und Repatriierung steht weiter aus. Es gibt seit 2021 Bemühungen dies nachzuholen.